# 舞野インターチェンジ
舞野インターチェンジ（まいのインターチェンジ）は、宮崎県延岡市平田町にある北方延岡道路（九州中央自動車道に並行する一般国道218号の自動車専用道路）のインターチェンジである。2006年（平成18年）2月18日に暫定的に開通した。
延岡方面のみ通行可能なハーフインターチェンジとして供用中である。

## 歴史
- 2006年（平成18年）2月18日：舞野IC（当時は仮出入口） - 延岡IC/JCT間開通[1]。
- 2007年（平成19年）7月13日：一般国道218号改築工事（自動車専用道路「北方延岡道路」新設工事・宮崎県延岡市北方町南久保山から同市舞野町地内まで）並びにこれに伴う市道及び農業用道路付替工事について国土交通大臣より土地収用法に基づく事業認定が公示される[2]。
- 2008年（平成20年）4月26日：北方IC - 舞野IC間開通[1]、同時に舞野仮出入口はICへ昇格。

## 周辺
- 五ヶ瀬川

## 接続する道路
- 直接接続
  - 国道218号

## 料金所
- 無料で通行できるため料金所はない。

## 隣
E77 九州中央自動車道（ 北方延岡道路）
北方IC - 舞野IC - (22)延岡IC/JCT